# 今晚 (东方卫视)
《今晚》（英語：DragonTV Tonight）是一档由SMG融媒体中心Knews新闻中心制作的一节时事节目，于2019年1月1日启播，接替原有的夜间新闻节目《东方夜新闻》，剛開播時名稱定為《今晚60分》。2020年3月30日改為現名，播出時間也調整至每周一至周五21点20分，播出时长改为40分钟。该节目的形式为选取当日的主要新闻事件进行深入讨论，及连线上海本地及北京、华盛顿等地的记者、评论员对新闻事件进行详细描述及交流观点。节目现时分为《关键时刻》《焦点对话》《全球眼》《新财经》等板块，标语为“更多变的世界，更好懂的新闻”。
不同于东方卫视的其余直播新闻节目，本节目全程不设滚动资讯列。

## 节目播映情况
该节目现时含广告时长为40分钟，及分为两节播映。第一节为《关键时刻》及《焦点对话》；第二节则播放《全球眼》。现时该节目于星期一至五21:20首播，东方卫视独播。节目可通过看看新闻（网站及手机客户端，提供完整版及片段回看）及“中国东方卫视”官方YouTube频道（仅完整版）回看（惟在节目更名并更改档次后，YouTube官方频道上传的节目名称依然使用《今晚60分》之名）。
节目完结时打出“主编”“执行主编”“责编”“编辑”“嘉宾主管”“嘉宾统筹”“导播”“视觉编辑”“制作”“摄像”“技术”“技术监制”“监制”等名单，及后播出一节《东方新气象》。

### 节目板块[3]
- 关键时刻：由一名主持人播报当日节目各板块主要内容及国内重点新闻（有时会不播出该环节，若当日有重要时政新闻则会放置于最前播报，且不会播放背景音乐）
- 焦点对话：选取当日二则（周五为一则）与中国相关的重要新闻，连线各地评论员、记者进行讨论（一般为卫星连线各地演播室，较少会电话连线），部分情况下会邀请相关专家进入演播室进行讨论
  - 香港观察：于香港反对逃犯条例修订草案运动爆发中期开设，讨论当日香港相关新闻（曾为不定期开设，已取消）
  - 中美观察：于中美贸易战爆发中期开设，讨论近期与中美关系相关的新闻（曾为不定期开设，已取消）
  - 台海观察：讨论近期与海峡两岸关系相关的新闻（不定期开设）
- 全球眼：选取当日一则国际热点新闻，并与演播室内的评论员进行探讨，有条件时连线驻外记者进行详细报道，部分情况下会邀请相关专家进入演播室进行讨论
- 环球科技观察：由主持人以简要形式回顾一周内的科技新闻，结束时会介绍该周六《未来邀请函》的节目内容（每周五播出，提前录播）

### 节目调动

#### 一般变动
如当日央视《新闻联播》加长播出时间，则该节目会推迟播出；每年上海市人民政府记者招待会期间，节目亦会推迟播出。此外，每年春节、中华人民共和国国庆节（除国庆节当日有大庆重大活动外）假期期间，该节目会暂停播出。

#### 特别变动
- 2019年5月10日（星期五）：由于当晚21:30播出中国品牌日510晚会（时长90分钟），本节新闻推迟播出，于23:00-00:00播映。
- 2019年5月17日（星期五）：由于当晚21:30播出《东方大看点》（时长30分钟）、22:00播出《妈妈咪呀》第六季（时长60分钟），本节新闻推迟播出，于23:00-00:00播映。
- 2019年5月24日（星期五）：由于当晚21:30播出《妈妈咪呀》第六季总决赛（时长90分钟），本节新闻推迟播出，于23:00-00:00播映。
- 2019年5月27日（星期一）：由于当晚21:00播出纪念上海解放70周年专题片《上海解放一年间》（时长105分钟，分两集播出），本节新闻推迟播出，于22:45-23:45播映。
- 2019年9月13日（星期五）：由于当晚频道实行中秋节特别编排（当晚21:22播出综艺节目精编《中秋综艺大赏》，23:00播出2019年上海中秋戏曲晚会），本节新闻提前播出，于22:00-23:00播映。
- 2019年9月23日-9月26日（星期一至四）：由于当晚频道播出纪录片《大上海》（共8集，每天播出2集，同时当日《新闻联播》加长播出时间，后续节目播出时间顺延），本节新闻推迟播出，分别于23:35-00:35、23:25-00:25、23:35-00:35、23:19-00:19播映，为该节目开播史上首次跨零时播出。
- 2019年9月27日（星期五）：由于当晚频道播出纪录片《代号221》（共3集，当日一次性播毕），本节新闻暂停播出。
- 2019年11月6日-2019年11月19日：由于当晚频道重播纪录片《我们走在大路上》（共24集，每天播出2集），本节新闻推迟播出，于22:40-23:40播映（如当日《新闻联播》加长，播出时间仍会进一步推迟）。
- 2019年12月31日（星期二）：由于当晚频道现场直播《梦圆东方2020跨年盛典》，本节新闻暂停播出，故12月30日播出的节目为2019年度最后一期节目。
- 2020年1月17日（星期五）：由于当晚频道播出纪录片《睦邻缅甸》第1、2集，本节新闻提前播出，于22:08-23:08播映（因当日《新闻联播》加长播出时间，后续节目播出时间顺延）。
- 2020年1月27日至3月27日：由于发生2019冠状病毒病疫情，本节目推出特别节目《全力抗击新型冠状病毒肺炎疫情特别报道》（由于特别报道节目可在看看新闻及“中国东方卫视”官方频道的《今晚60分》栏目列表找到，故可视为《今晚60分》特别节目），其中周一至周五于《东方看大剧》后时段播映，周六、周日于首播季播综艺后时段播映（由于疫情防控期间《新闻联播》均顺延播出，不能按原定节目表播出节目，故顺延播出），时长30分钟。这也是2018年11月互联网新闻频道KNEWS24停播后，东方卫视恢复重大事件特别直播安排。此特别直播安排随中国大陆疫情变化，一直至3月27日播出结束。
- 2020年4月4日（星期六）：因应当日中国大陆举行新型冠状病毒疫情期间殉职医护人员和因病离世者全国哀悼活动，当日频道各档电视剧、综艺节目及商业广告全部暂停播出，故该节目开设特别节目《抗击新冠肺炎特别报道》，播出时间为21:24-22:04，且为东方卫视国内版、海外版与都市频道、哈哈炫动卫视、七彩戏剧频道、东方明珠移动电视联播。
- 2020年5月4日（星期一）：因应频道播出《2020五五购物节全球大直播》，本节新闻暂停播出。
- 2020年6月17日（星期三）：因应频道播出《苏宁易购618超级秀》，本节新闻暂停播出。
- 2020年8月17日（星期一）：因应频道播出《苏宁易购818超级秀》，本节新闻暂停播出。
- 2020年9月9日、10日、11日、14日：因应频道播出纪录片《同心战“疫”》，本节新闻推迟播出，于22:00-22:40播映（如当日《新闻联播》加长，播出时间会进一步推迟）。
- 2020年10月30日（星期五）起：因应频道播出真人秀《神奇公司在哪里》，本节新闻推迟播出，于22:10-22:50播映（星期一至四播出安排不变，以后每周五播出的节目均在周五档季播节目播毕后播出）。
- 2020年11月4日（星期三）：因应频道播出《第三届中国国际进口博览会特别报道》，本节新闻暂停播出。
- 2020年11月10日（星期二）：因应频道播出《2020天猫双11狂欢夜》，本节新闻暂停播出。
- 2021年4月9日（星期五）：因应频道播出纪录片《一级响应》，本节新闻暂停播出。
- 2021年6月10日（星期四）：因应频道直播《第27届上海电视节颁奖典礼》，本节新闻暂停播出。
- 2021年6月11日（星期五）：因应频道直播《上海国际电影节金爵奖盛典开幕式》，本节新闻暂停播出。
- 2021年6月16日（星期三）起：因应频道播出《极速焕新家》，本节目播出时段与该时段对调。
- 2021年7月1日（星期四，中国共产党成立100周年纪念日）：由于当日转播庆祝中国共产党成立100周年文艺演出《伟大征程》实况，本节新闻调整至22:15-22:51播映，且取消播出商业广告，东方卫视国内版、海外版与都市频道联播。
- 2021年7月2日（星期五）：由于当日播出上海市庆祝中国共产党成立100周年文艺晚会，本节新闻暂停播出。
- 2022年4月至5月，因2022年3月上海市2019冠状病毒病聚集性疫情（上海封城）影响，《今晚》临时改为每天播出。
- 2022年11月25日（星期五）：因应频道播出《第29届东方风云榜音乐盛典》，本节新闻推迟播出，于23:10左右播映。
- 2022年11月30日-12月6日：因应江泽民逝世，自当日晚上开始频道暂停播出一切综艺节目及商业广告直至哀悼活动结束，该节目播出时间提前至20:58左右（周六日不安排播出），且为东方卫视国内版、海外版与都市频道（6日增加哈哈炫动卫视、七彩戏剧频道、金色学堂频道）联播。
- 2023年11月27日（星期一）起，因应频道连续播出广电总局指导制作的6集主旋律节目《思想耀征程》，《今晚》停播一周。
- 2023年12月15日（星期五）起，因应频道播出纪录片《何以中国》，本节目播出时段与该时段对调。
- 2024年2月24日（星期五）起，因应频道播出《加油！小店》第二季，本节目播出时段与该时段对调。
- 2024年5月24日（星期五）起，因应频道播出《斯文江南》第三季，本节目播出时段与该时段对调。

## 主持人
现时，每期节目由2位主持负责播报，包括一男一女两名主持人。开播时还设有资讯主播，2019年全国两会后取消。
- 男主持：蒋昌建（嘉宾主持）、尹凡（第一财经主持人）、于飞（曾为资讯主播）、柏栩栩（偶有主持）、叶子龙（偶有主持）、臧熹（周五《环球科技观察》主播）、金佳睿
- 女主持：何婕、雷小雪、秦忆（偶有主持）、袁鸣（偶有主持）、李菡（偶有主持，曾为资讯主播）、王爽（偶有主持，曾为资讯主播）、荣盛楠（偶有主持）

### 曾任
- 曹景行（嘉宾主持，2022年逝世）
- 乙冰（周五《环球科技观察》主播）